# 이세 레이라
이세 레이라(일본어: 伊勢鈴蘭, 2004년 1월 19일 ~ )는 일본의 여성 아이돌 그룹 안주루무의 리더. 연예사무소 업프런트 프로모션 소속. 홋카이도 출신.

## 출연

### 콘서트 · 라이브
- M-line Special 2023 ~Magical Wish~ (2023년 7월 26일, 오오타 구민 홀 어플리코 대홀, 1회 공연) - 게스트로서 출연.

## 서적

### 솔로 사진집
- 1st 솔로 사진집「Layla」(2022년 1월 19일, 오딧세이 출판) ISBN 978-4-908643-72-9

## 소속 유닛
- 안주루무 (2018년 ~ )